# Bartramiaceae
Bartramiaceae es una familia de musgos del orden Bartramiales y su única familia. Comprende 14 géneros con 1155 especies descritas y de estas solo 686 aceptadas.

## Taxonomía
Bartramiaceae fue descrita por Christian Friedrich Schwägrichen y publicado en Species Muscorum Frondosorum 90. 1830. El género tipo es: Bartramia Hedw. 

## Géneros
- Anacolia
- Bartramia
- Bartramidula
- Breutelia
- Conostomum
- Exodokidium
- Fleischerobryum
- Flowersia
- Glyphocarpa
- Glyphocarpus
- Leiomela
- Philonotis
- Philonotula
- Plagiopus